# القرموطي في مهمة سرية (مسلسل)
القرموطي في مهمة سرية مسلسل كوميدي مصري، من تأليف مهدي يوسف وإخراج أحمد بدر الدين، وبطولة أحمد آدم تم إنتاجه عام 1998 ضمن سلسلة أفلام القرموطي.

## القصة
تدور القصة عن وجود عميل سري وتخطط المخابرات المصرية كشفه عبر جعل أحد العاملين بوزارة التجارة «القرموطي» جاسوس وهمي لكشفه وتجري أحداث المسلسل في إطار كوميدي ويكشف العميل ويكون موظفة سابقة بوزارة التجارة.

## الممثلون
بعض الممثلون الذين شاركوا بالعمل:
- أحمد آدم، بدور القرموطي.
- غادة إبراهيم.
- يوسف فوزي.
- محمد أبو داوود.
- نهى العمروسي.
- طلعت زكريا.
- حسين أبو حجاج.
- حسني عبد الجليل.
- ريم البارودي.
- ماجد الكدواني.
- سارة.